# Мошково (Новосибирская область)

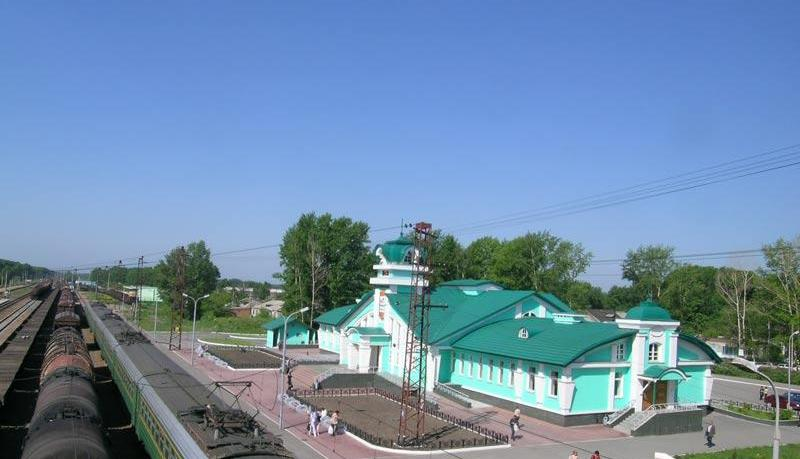
Здание железнодорожного вокзала в посёлке Мошково

Мошко́во — посёлок городского типа в Новосибирской области. Административный центр Мошковского района и городского поселения рабочий посёлок Мошково.

## География
Мошково расположено в 56 километрах к северо-востоку от Новосибирска, в 70 километрах к юго-западу от города Болотное на Транссибирской магистрали. Рядом с посёлком проходит федеральная автомобильная дорога Р255.

## История
Своим появлением Мошково обязано Транссибирской магистрали. При её прокладке на месте современного посёлка было основано два поселения: Алексеевское и Романовское. При этом ж.д. разъезд в районе между двумя поселениями назывался Мошково. Год основания села Алексеевское — 1896 год — ныне считается временем рождения административного центра Мошково. В 1900-х гг. село Алексеевское поглотило селение Романовское и стало административным центром Алексеевской волости. В 1925 году Алексеевская волость реорганизована в Алексеевский район. В 1933 году село Алексеевское было переименовано в Мошково, взяв имя у расположенной в селе ж.д. станции. При этом район был переименован в Мошковский.
В 1961 году населённый пункт Мошково получил статус рабочего посёлка.
С 1963 по 1972 годы входил в состав Болотнинского района.

## Население
| 1959    | 1970    | 1979  | 1989  | 2002    | 2007    | 2009  |
| ------- | ------- | ----- | ----- | ------- | ------- | ----- |
| 5601    | ↗5794   | ↗7088 | ↗9571 | ↗10 678 | ↘10 149 | ↘9579 |
| 2010    | 2012    | 2013  | 2014  | 2015    | 2016    | 2017  |
| ↗10 224 | ↘10 055 | ↘9864 | ↘9645 | ↘9496   | ↗9682   | ↗9856 |
| 2018    | 2019    | 2020  | 2021  |         |         |       |
| ↘9818   | ↘9631   | ↘9509 | ↗9691 |         |         |       |

По данным Всероссийской переписи населения в 2010 году в Мошково проживало 10 224 жителя, из них 4750 мужчин, 5474 женщины, на 1000 женщин приходилось 868 мужчин.

## Образование
Мошковская средняя общеобразовательная школа № 1 является самой большой школой в Мошковском районе.
В 1941 году до начала войны построено новое кирпичное здание под среднюю школу, где с конца 1942-го располагался госпиталь, а дети занимались в других помещениях. На старом здании железнодорожного вокзала висела мемориальная доска, из которой следовало, что в райцентре формировалась 148-я стрелковая бригада. В конце апреля 1942 года она была направлена на фронт. Одна из новых послевоенных улиц названа а честь героя Советского Союза Кобелева Аркадия Васильевича. Имена защитников Родины, павших в годы войны, высечены на монументе славы — на площади у ГДК и в средней школе № 1.
В 90-е годы средняя школа № 1 была капитально отремонтирована.
Так же в Мошково есть Мошковская детская музыкальная школа, которая занимается культурным развитием детей.

## Достопримечательности
- Краеведческий музей. Располагается в 2 комнатах Дома школьников. Музей достаточно скромный, в нём содержится 659 экспонатов: материалы по истории комсомольских и пионерских организаций Мошковского района, старинные предметы крестьянского быта[22][23].

В 2010 году музей переехал в здание Мошковской детской музыкальной школы.
- Привокзальная площадь станции Мошково носит имя экс-министра путей сообщения Н. Е. Аксененко, в 2006 году на ней установлен памятный знак.

## СМИ
- Газета «Мошковская новь» (первоначально — «Алексеевский колхозник») — еженедельное издание. Печатается с 1931 года. До 1 января 1973 года неоднократно переименовывалась, после чего начала выходить под современным названием. Удостоена знака отличия «Золотой фонд прессы»[24].

## Разливы нефти
По сообщениям СМИ, в апреле и декабре 2008 года в районе Мошково на участке нефтепровода Омск — Иркутск произошло два разлива нефти, затопившей речку Балту и близлежащие пруды садовых обществ. Местные жители утверждают, что рекультивация проведена не была, для реки было прорыто новое русло, а разливы были просто закопаны. Экспертиза Новосибирского городского комитета охраны окружающей среды и природных ресурсов обнаружила многократное превышение норм предельно допустимой концентрации (ПДК) нефти в воде в старом русле Балты и самый высокий, пятый, уровень загрязнения почвы нефтепродуктами по классификации Минприроды в земле на глубине 1,5-1,8 м в окрестностях старого русла.
В пресс-релизе компании «Транссибнефть», датированном октябрём 2010 г., утверждается, что объём разлива нефти при аварии 26 декабря 2008 г. составил 7 тонн, из них 1 тонна утекла в реку Балта, а объём собранной и закачанной обратно в нефтепровод нефти составил 6 м³; кроме того, были проведены и приняты зачистка и рекультивация, а ущерб окружающей среде в полном объёме выплачен. Согласно приведенным в пресс-релизе данным лабораторных исследований ФГУ «ЦЛАТИ по СФО», сегодня концентрация нефтепродуктов в воде не превышает нормы ПДК.